# Association sportive de préparation olympique Tours
Pour les articles homonymes, voir ASPO.
 (août 2015).
Si vous disposez d'ouvrages ou d'articles de référence ou si vous connaissez des sites web de qualité traitant du thème abordé ici, merci de compléter l'article en donnant les références utiles à sa vérifiabilité et en les liant à la section « Notes et références ».
L'Association sportive de préparation olympique Tours (ASPO Tours) était un club omnisports tourangeau créé en 1913, devenu multisports en 1995. Le nom d'origine Association sportive du Paris-Orléans provenait de la compagnie ferroviaire Paris-Orléans (PO) qui est à l'origine du club, mais depuis 1940 et à la suite du regroupement de toutes les compagnies sous le nom de SNCF, le club dû changer d'acronyme.
Les différentes disciplines se détachent en 1995 pour devenir des clubs autonomes.
L'ASPO Tours est rattachée à l'USCF (Union Sportive des Cheminots Français)
L'association dispose de plusieurs installations, notamment dans la salle de la Rotonde, dans le quartier du Sanitas et le stade des Epines Fortes à St Pierre des Corps.

## Sports pratiqués

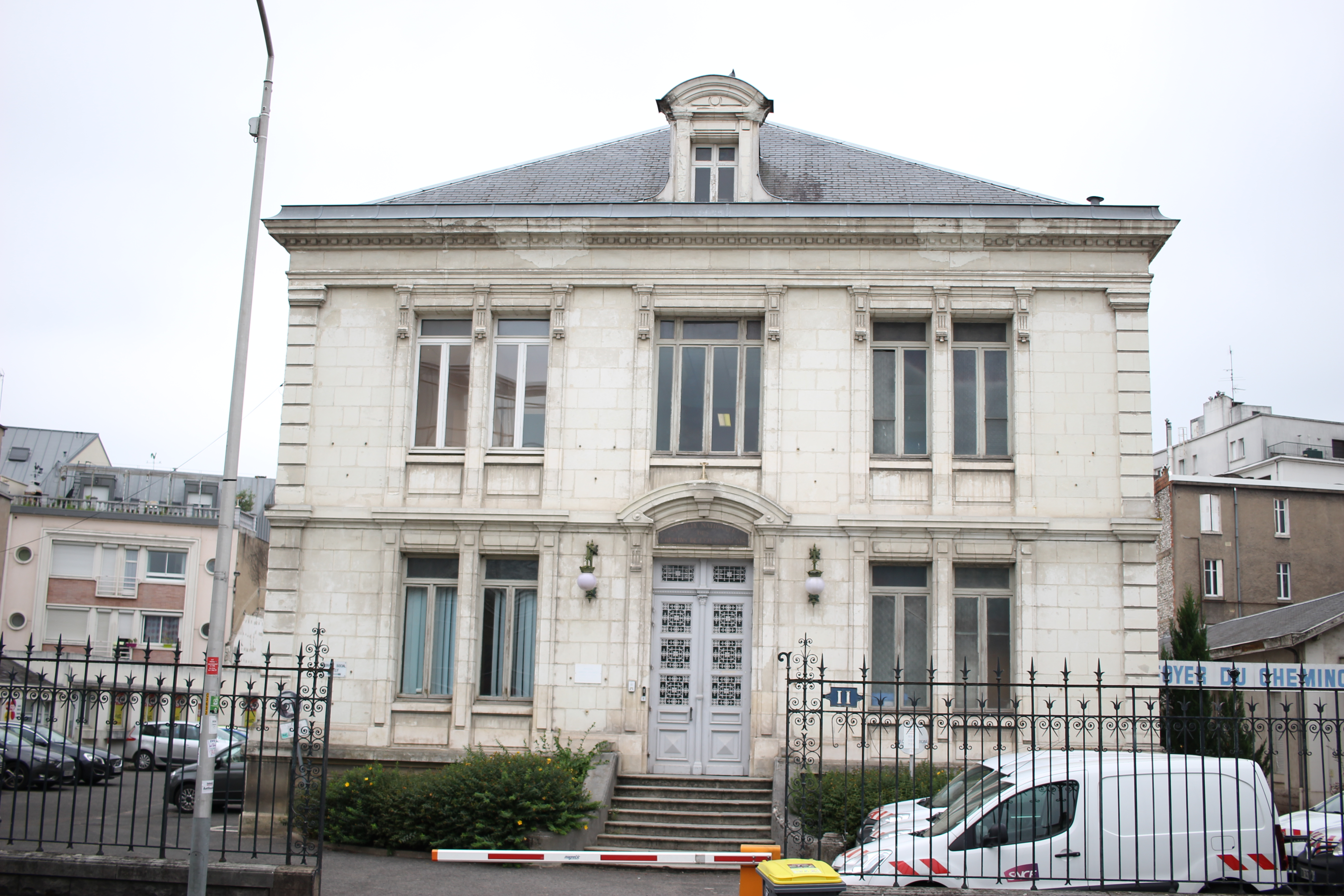
L'un des locaux utilisés par l'association, au 11, rue Blaise-Pascal.

- Athlétisme, depuis 1913
- Basket-ball , depuis 1936
- Cyclisme, depuis 1913
- Échecs, depuis 2025
- Football, depuis 1915
- Karaté, depuis 1979
- Karting, depuis 2006
- Musculation, depuis1969
- Pétanque, depuis 1963
- Tennis, depuis 1959
- Volley-ball, depuis 1994
- VTT Gravel, depuis 2022

## Basket-ball

### Basket-ball masculin
L'ASPO crée une première équipe de basket-ball en 1925.
L'ASPO est champion de France de Nationale 2 en 1954 et 1967, champion de France 1976, finaliste de la Coupe des Coupes à Turin lors de cette même année et à nouveau champion de France en 1979-1980. Le club évolue à partir de 1972 au Palais des Sports Robert Grenon (4 000 places).
Parmi les joueurs passés par le club, on peut citer le Français Jean Swidzinski (1948-1955), l'Américain L.C. Bowen (1971-1977) et le Français Jean-Michel Sénégal (1974-1981). Le club devient indépendant de l'ASPO en 1981, et devient le Tours Basket Club.

### Basket-ball féminin
L'équipe féminine est vice-championne de France honneur (troisième division) en 1951.

## Volley-ball
La section volley-ball est créée en 1994 avec un groupe de dix cheminots.
En 1995, les diverses sections sportives de L'ASPO Tours deviennent des clubs autonomes toujours regroupés sous l'ASPO et c'est ainsi que né l'ASPO Tours Volley-Ball, reconnu par la préfecture et la DDJS le 30 décembre 1997.
Le bureau est composé d'une dizaine de membres du club. Au minimum, à sa tête, les trois membres du bureau directeur (président, trésorier, secrétaire) et les membres occupant la fonction de responsables d'équipes (trois actuellement).
Pour la saison 2014/2015, le club compte 31 membres répartis dans trois équipes :
- ASPO 1 = neuf membres
- ASPO 2 = dix membres
- ASPO 3 = douze membres

Les équipes évoluent dans le championnat UFOLEP / FSGT 37 et sont réparties dans les différentes poules de la manière suivante :
- ASPO 1 ⇒ Poule A (niveau régional 1)

- ASPO 2 ⇒ Poule A (niveau régional 2)

- ASPO 3 ⇒ Poule C (niveau départemental 1)

(Pour information : Ufolep = Union française des œuvres laïques d’éducation physique ; FSGT = Fédération sportive et gymnique du travail)
À chaque fin de saison, les deux premières équipes d'une poule passent dans la poule supérieure et les deux dernières, à contrario, "descendent".
Notre championnat ne démarre réellement qu’à partir du mois de novembre pour finir au mois de juin de l’année suivante.
Environ quinze clubs sont affiliés à l’Ufolep et douze clubs sont affiliés à la FSGT, représentant 70 équipes, soit 660 licenciés, réparties dans six poules.
Cela représente, pour ce qui nous concerne, 33 équipes à rencontrer en matchs allers et retours.
De plus, les équipes se préparent en organisant des matchs amicaux et de nombreux joueurs du club participent également à des tournois organisés par des clubs du département ou de la région.
Chaque année, une sélection des membres cheminots du club participe à des compétitions SNCF, dont une qui regroupe toute la région ouest Atlantique, appelée « Challenge Atlantique ».
À l'issue de cette compétition, certains membres sont également sélectionnés pour participer au challenge national. Le responsable de la sélection de la région de Tours est Ludovic Josso, Président de l’ASPO Volley-ball, d’où le lien très fort entre le club de l’ASPO Volley-Ball et la participation des joueurs cheminots au Challenge Atlantique.
Autre moment fort dans la saison, le tournoi annuel du club début mars qui en l’espace de sept ans, est devenu « la » référence des tournois de volley-ball en salle de la Région. Mais outre les équipes venant de Blois, Vendôme, Orléans, Châtellerault, nous avons des équipes régulières qui viennent hors région comme des équipes de Poitiers, Châteauroux, Limoges ou de la région Parisienne comme Melun (77), Grigny (91) ou Villebon (91). Ce tournoi est devenu un moment incontournable de regroupement des passionnés du volley-ball avec des joueurs de tous niveaux, allant du loisirs au national.
Évolution des effectifs du club depuis la création de la section volley :
| Nb d'équipes | Saison    | Total adhérents | Cheminots/ayants droit |
| ------------ | --------- | --------------- | ---------------------- |
| 1            | 1994/1995 | 10              | 10                     |
| 1            | 1995/1996 | 7               | 5                      |
| 1            | 1996/1997 | 12              | 7                      |
| 2            | 1997/1998 | 15              | 9                      |
| 3            | 1998/1999 | 27              | 10                     |
| 3            | 1999/2000 | 27              | 8                      |
| 3            | 2000/2001 | 32              | 11                     |
| 3            | 2001/2002 | 29              | 10                     |
| 4            | 2002/2003 | 42              | 14                     |
| 3            | 2003/2004 | 32              | 12                     |
| 3            | 2004/2005 | 25              | 12                     |
| 3            | 2005/2006 | 30              | 12                     |
| 3            | 2006/2007 | 30              | 11                     |
| 3            | 2007/2008 | 26              | 9                      |
| 3            | 2008/2009 | 30              | 10                     |
| 3            | 2009/2010 | 28              | 9                      |
| 3            | 2010/2011 | 28              | 9                      |
| 3            | 2011/2012 | 25              | 8                      |
| 3            | 2012/2013 | 26              | 9                      |
| 3            | 2013/2014 | 30              | 8                      |
| 3            | 2014/2015 | 31              | 9                      |

Palmarès championnat UFOLEP/FSGT 37 :
- Saison 2000-2001 : Équipe 1 termine 2e en poule B du championnat UFOLEP/FSGT et accède à la poule A.
- Saison 2003-2004 : L’équipe 1 fini 3èmeen poule A du championnat UFOLEP/FSGT.
- Saison 2005-2006 : L’équipe 2 termine 1re du championnat UFOLEP/FSGT poule C et accède à la poule B. L’équipe 1 fini elle, 3e en poule A du même championnat.
- Saison 2007-2008 : L’équipe 1 termine 2e en poule A du championnat UFOLEP/FSGT.
- Saison 2008/2009 : L’équipe 1 termine 3e en poule A du championnat UFOLEP/FSGT.
- Saison 2012-2013 : L’équipe 2 termine 2e en poule C et accède en poule B.
- Saison 2013-2014 : L’équipe 1 termine 1re en poule A et est vainqueur du championnat Ufolep/FSGT 37.

Palmarès Challenge Atlantique :
- Saison 2002-2003 : La sélection de Tours cheminots est vainqueur du challenge Atlantique SNCF 2003 à La Baule.
- Saison 2003-2004 : La sélection de Tours cheminots termine 3e du challenge Atlantique SNCF 2004 à Saint-Pierre-des-Corps.
- Saison 2007-2008 : La sélection de Tours cheminots termine 2e du challenge Atlantique SNCF 2008 à Petit Couronne.
- Saison 2011-2012 : La sélection de Tours cheminots est vainqueur du Challenge Atlantique SNCF 2012 à Toulouse.
- Saison 2012-2013 : La sélection de Tours cheminots termine 2e du challenge Atlantique SNCF 2013 à Poitiers.
- Saison 2013-2014 : La sélection de Tours cheminots est vainqueur du Challenge Atlantique SNCF 2014 à Petit-Couronne.